# Clethra scabra
Clethra scabra är en tvåhjärtbladig växtart som beskrevs av Christiaan Hendrik Persoon. Clethra scabra ingår i släktet Clethra och familjen Clethraceae.

## Underarter
Arten delas in i följande underarter:
- C. s. laevigata
- C. s. venosa